# Waldtann
Waldtann ist einer von 33 Ortsteilen der baden-württembergischen Gemeinde Kreßberg im Landkreis Schwäbisch Hall. Die Ortschaft ist zugleich auch Sitz der Gemeindeverwaltung dieser Kommune.

## Geografie
Das von bewaldeten Höhenzügen der Crailsheimer Hardt umgebene Dorf liegt im weiten Tal des Brühlbaches, auf einer Höhe von 469 m ü. NHN. Die Ortschaft befindet sich acht Kilometer östlich von Crailsheim und ist jeweils etwa 12 Kilometer von den beiden jenseits der Landesgrenze gelegenen Städten Feuchtwangen und Dinkelsbühl entfernt. In der Zeit nach dem Zweiten Weltkrieg dehnte sich der Siedlungsbereich des Ortes zunächst hauptsächlich in nördlicher Richtung aus, 1966 erfolgte dann mit der Erschließung des südöstlich der Ortsmitte gelegenen Gewerbegebietes Scheeräcker eine weitere Vergrößerung des Ortsgebietes.

## Geschichte
Die Ortschaft wurde unter dem Namen zu Tanne 1383 zum ersten Mal in einer Urkunde erwähnt, in einer weiteren Nennung wird Waldtann 1409 dann bereits mit seinem heutigen Ortsnamen bezeichnet. Der Name des Ortes lässt darauf schließen, dass die Keimzelle des Ortes eine Rodung innerhalb eines Nadel- bzw. Tannenwaldes war. Ursprünglich befand sich die Siedlung vermutlich im Besitz der Herrschaft Lohr, später erlangte das Haus Hohenlohe die Eigentumsrechte über den Ort. Ab dem Jahr 1399 gehörte die Ortschaft dann zum Gebiet der Burggrafschaft Nürnberg bzw. deren Nachfolgeterritorium, dem hohenzollernschen Fürstentum Brandenburg-Ansbach. Vom 14. Jahrhundert an begannen die Dinkelsbühler Familien Berlin, Hofer, Theurer und Schwertfürb, das Spital der Reichsstadt Dinkelsbühl sowie die adeligen Geschlechter der von Crailsheim, von Ellrichshausen, von Helmstadt und von Knöringen damit, Besitzrechte im Ort zu erwerben. 
Das Epithaph von Marcus Berlin findet sich in der Kirche St. Ägidius in Waldtann. Auf diesem findet sich die Inschrifft: "ANNO DNI 1575 AM TAG CATHERA PETRI (Kathedra Petri, 22.02) STARB DER EDEL VND VEST MARCVS BERLIN ZV WELLERSHVB DEM GOTT GNADE AMEN".
Im Jahr 1732 hatte Brandenburg-Ansbach die Vogteiliche Obrigkeit über 21 Untertanen inne, die Reichsstadt Dinkelsbühl über 18 und die in Dinkelsbühl beheimatete Kommende des Deutschen Ordens über einen. Die Ortschaft war somit ein Kondominat, das von den beteiligten Territorialmächten gemeinsam verwaltet wurde. Die Hochgerichtsbarkeit wurde hingegen von Brandenburg-Ansbach alleine ausgeübt. In den Jahren 1571 und 1634 ereigneten sich in Waldtann größere Brandkatastrophen und nach dem Dreißigjährigen Krieg war die Ortschaft sogar für einige Jahre wüst gefallen und nicht mehr bewohnt.
Der zur Reichsstadt Dinkelsbühl gehörende Anteil des Waldtanner Gebietes gelangte als Folge des Reichsdeputationshauptschlusses 1803 in den Besitz des preußischen Ansbach-Bayreuth, die Ortschaft selbst fiel im Jahr 1806 an das Königreich Baiern. Mit dem 1810 abgeschlossenem Grenzvertrag zwischen Bayern und Württemberg wechselte der Ort dann an das Königreich Württemberg über und gehörte im Anschluss daran zum neu geschaffenen Oberamt Crailsheim.
Durch die zu Beginn des 19. Jahrhunderts im Königreich Württemberg durchgeführten Verwaltungsreformen wurde der Ort eine eigenständige Landgemeinde, zu der auch noch die Weiler Asbach, Bergbronn, Mistlau, Neuhaus, Rötsweiler, Ruppersbach, Stegenhof und Vehlenberg sowie das Gehöft Sixenhof gehörten. Seit dem Jahr 1973 bildet Waldtann einen Ortsteil von Kreßberg, nachdem diese Gesamtgemeinde im Zuge der kommunalen Gebietsreform aus den bis dahin selbstständigen Gemeinden Leukershausen, Marktlustenau, Mariäkappel und Waldtann neu gebildet worden war. Im Jahr 2018 zählte Waldtann 902 Einwohner.
Für die unter Denkmalschutz stehende Objekte des Ortes siehe die Liste der Kulturdenkmale in Waldtann.

## Verkehr
Der Anschluss an das öffentliche Straßenverkehrsnetz wird hauptsächlich durch die aus dem Osten von Marktlustenau her kommende Landesstraße L 1010 hergestellt, die in Waldtann südwärts abbiegt und dann nach Bergbronn weiterführt. Die aus westlicher Richtung von Crailsheim her kommende Kreisstraße K 2654 biegt am östlichen Ortsrand ebenfalls ab und verläuft über Wüstenau nordwestwärts weiter nach Mariäkappel.